# Идаций
Идаций (лат. Idatius, Idacius; около 394—469) — испанский епископ и хронист середины V века.
Написал в виде продолжения к мировой истории Иеронима Стридонского свою хронику («Chronicon»), которая охватывает период от 379 до 469 года и где особое внимание уделено истории Испании. Хроника Идация стала первым продолжением фундаментального труда Иеронима Стридонского и почти единственным источником сведений о внутренних событиях V века в Римской Испании.

## Биография
Идаций родился около 394 года в маленьком городке Гинсо де Лимиа (на севере современной Португалии) в римской провинции Галлеция. В 407 году он совершил ребёнком путешествие по некоторым из знаменитейших городов Римского Востока. Идаций побывал в Александрии, на Кипре, в Кесарии, в Палестине, в Иерусалиме и в Вифлееме.
В 416 году Идаций принял сан священника в Галлеции, а в 427 году был посвящён в епископы.
В 431 году Идаций предпринял путешествие в Галлию для того, чтобы увидеться с Флавием Аэцием, будущим победителем Аттилы. Испанский епископ хотел от римского полководца помощи в прекращении набегов германского племени свевов на Галлецию.
Папа римский Лев I в своем послании о присциллианстве от 21 июля 447 года писал об Идации как о подходящем человеке для организации испанского синода, который должен был рассмотреть вопрос о выявленной в Асторге ереси «манихеев» (подразумевается присциллианство).
В 460 году епископ Идаций был похищен свевами в Акве Флавии и более трёх месяцев находился у них в плену. Примерную дату смерти Идация устанавливают по прекращению его хроники.

## Тексты и переводы
- Хроника Идация на латинском
- Хроника Идация (отрывки). / Пер. Ю. Б. Циркина. // Циркин Ю. Б. Античные и раннесредневековые источники по истории Испании. — СПб.: Издательство Санкт-Петербургского университета, 2006. 360 стр. С. 100—109. —ISBN 5-288-04094-X
- Испанский перевод «Хроники» (1906)
- Хроника Идация на русском